# Janko Kersnik

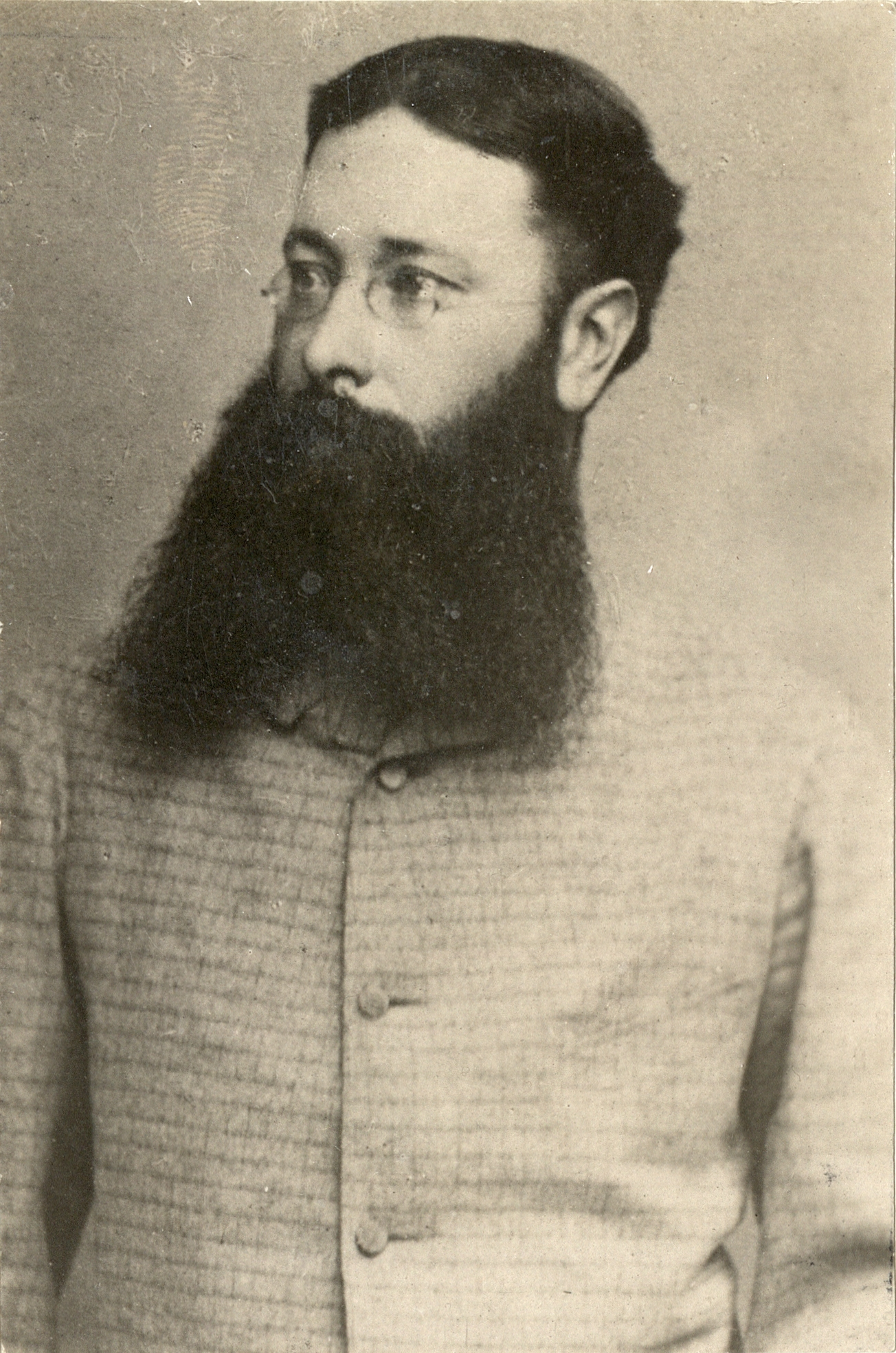
Janko Kersnik

Janko Kersnik (ur. 4 sierpnia 1852 w Brdzie pri Lukovici, zm. 28 lipca 1897 w Lublanie) – pisarz i polityk słoweński.

## Życiorys
Janko Kersnik urodził się w urzędniczo-szlacheckiej rodzinie. Ojciec Jože Kersnik był sędzią, natomiast matka pochodziła ze szlacheckiego brdskiego rodu, mieszkającego w pobliżu Lukovicy, nieopodal Domžal. Młodość spędził w Brdzie pri Lukovici i w Lukovicy, która była wówczas typową miejscowością prowincjonalną. Od 1858 rozpoczął naukę w szkole podstawowej, a od 1862 w gimnazjum w Lublanie. Po ukończeniu siódmej klasy Kersnikowi udzielał prywatnych korepetycji Fran Levec, który rozpalił w uczniu zamiłowanie do słoweńskiej literatury. Po maturze, którą zrobił eksternistycznie, wyjechał na rok do Wiednia, gdzie rozpoczął studia na Wydziale Prawa. W 1871 powrócił do Słowenii i ukończył studia na Uniwersytecie w Grazu. Po otrzymaniu w 1874 dyplomu pracował jako stażysta w prokuratorium dotyczącym spraw finansowych w Lublanie. W 1878 został zastępcą notariusza dra Zupanca w Brdie. Po dwóch latach zdał egzamin i awansował na notariusza (tę funkcję piastował aż do śmierci). W roku 1883 był po raz pierwszy wybrany na prowincjonalnego posła, potem wybrano go na przedstawiciela – rzecznika Kmetijske družbe (społeczeństwa chłopskiego). Latem 1885 otrzymał nominację na sołtysa gminy Lukovica. W 1889 był ponownie wybrany do prowincjonalnego zgromadzenia. Od 1891 chorował na gruźlicę gardła, która doprowadziła go do śmierci w 1897.
Dr Fran Vidic w Ilustrowanym Kalendarzu Narodowym z 1898 napisał, że „Kersnik był wysokim, smukłym mężczyzną o nienagannej postawie i pięknej twarzy, którą przykrywała bujna, długa, ciemna broda”. W towarzystwie Kersnik był bardzo lubiany, gdyż odznaczał się poczuciem humoru, witalnością i życzliwym nastawieniem. Był mile widziany w każdym domu, ponieważ potrafił jednać sobie ludzi przyjaznym usposobieniem i nienagannymi manierami. Był też uważany za wzór męskiej urody. W gazecie Slovenski Narod z 1895 czytamy, że chłopi kochali go i mówili o nim „nasz Janek”.

## Dzieła
W literaturze słoweńskiej Janko Kersnik uważany jest za twórcę i najważniejszego przedstawiciela słoweńskiego realizmu. Jest także pierwszym słoweńskim felietonistą. Szczyt realizmu osiągnął Kersnik w szkicach literackich, które znane są pod tytułem Kmetske slike. W tym niedużym zbiorze pisarz ukazał ciężki żywot chłopa, który walczy o przeżycie na roli, jego częste zadłużenia i ogromny zaangażowanie w walkę o sprawiedliwość. Kersnik pokazał, także jak bardzo chłopi są przywiązani do ziemie i jak w ich mentalności naturalną koleją rzeczy jest śmierć (Kmetska smrt). Doskonale przedstawił bezdusznych układy matrymonialne (Mačkova očeta), opiekunów, dla których nie ważne są uczucia i pragnienia dzieci, lecz bogactwo przy zawieraniu związku małżeńskiego (Otroški dohtar). Kersnik zajmuje ważną pozycję w literaturze narodowej, ponieważ postrzegany jest jako pisarz, który sformułował język ludzi wykształconych.
Janko Kersnik już w gimnazjum pisał wiersze w języku niemieckim, wówczas wzorował się na liryce Jenka, którego głównymi motywami była przyroda i ojczyzna. Lecz po namowie Frana Levca zaczął pisać w języku ojczystym. Pierwszy utwór pt. Gomila został opublikowane w SG w 1866 Kolejne wiersze zostały opublikowane w SG i Zvonie. Początkowo wzorował się na utworach Jenka, Stritarja, Heineja i Prešerena. Dziś znany jest bardziej jako pisarz, niż poeta. W pierwszych utworach epickich widoczny jest jeszcze liryczny wpływ, ponieważ są one bardzo romantyczne. Ale już w swoich pierwszych felietonach (na początku pisane w języku niemieckim) krytycznie i satyrycznie odnosi się do zacofania słoweńskiej literatury. Do pierwszych felietonów należą Muhasta pisma i Nedeljska pisma (SN 1873). Kersnik pisał felietony na przykładzie prozy Heineja, dlatego są one bardzo wesołe, dowcipne, pomysłowe, żartobliwe, a także satyryczne. Równocześnie stworzył także żartobliwe, satyryczne lub sentymentalne szkice literackie np. cylk Raztreseni listi (1874), czy utwory socjalne Bujono Matejka itd..
Zaprzyjaźniony był z Jurčičem, co oddziaływało na jego twórczość bardzo pobudzająco. W 1876 wydał pierwszą obszerną powieść pt. Na Žerinjah. Na twórczość Kersnika, wpływ mieli także ówcześni pisarze, zawłaszcza Turgeniew i Bjornson. Swoje poglądy o potrzebie realizmu wyraził w wykładzie Razvoj svetovne poezije w 1877 W 1881 dokończył utwór Jurčiča pt. Rokovnjace i zaniechał dalszego pisanie utworów romantycznych. W późniejszych utworach pokazuje się już jako realista. Dzięki szlacheckiemu pochodzeniu dobrze poznał zamkową arystokrację oraz bawiące się mieszczaństwo. Jako notariusz i sołtys miał wiele pracy, także z chłopami, dzięki czemu dobrze poznał ich obyczaje i codzienne życie. Poznał ich zarówno z tej dobrej, jak i złej strony. Ich wartości moralne, cechy i słabości: łapczywość w dążeniu do majątku, czy brak opanowania w piciu. Między innymi, dlatego w swoich utworach opisywał mieszczan i chłopów. W życiu chłopów bardzo dobrze ukazał znaczenie mężczyzny w rodzinie, u mieszczan natomiast wykreował piękne postacie kobiece. Życie wiejskie opisał w opowieściach: Očetov greh (1894) i Testament (1887), które są pierwszymi obszernymi dziełami Kersnika. Ukazał też chłopów w zbiorze szkiców Kmetske slike (1882–1991).
Upodobania autorskie dotyczące słoweńskiego społeczeństwa drobnomieszczańskiego i życia ludzi wykształconych pochodzących ze wsi, można odnaleźć w powieściach i opowiadaniach (Luterski Ljudje 1882, Rošlin in Vrjanko 1889). Jego największym dziełem, które ukazuje życie mieszczańskie jest powieść Cyklamen (1883) i Agitator (1885) oraz opowiadania pt. Jara gospoda (1893).

## Wybrane dzieła
- Na Žerinjah (1876);
- Rokovnjači – dokończył po śmierci Josipa Jurčiča (1881);
- Lutrski ljudje (1882);
- Ciklamen (1883);
- Gospod Janez (1884);
- Agitator (1885);
- Testament (1887);
- Kmetske slike (1891);
- Jara gospoda (1893);
- Očetov greh (1894).